# Les Méfaits du tabac
 (août 2023).
Si vous disposez d'ouvrages ou d'articles de référence ou si vous connaissez des sites web de qualité traitant du thème abordé ici, merci de compléter l'article en donnant les références utiles à sa vérifiabilité et en les liant à la section « Notes et références ».
Les Méfaits du tabac (en russe : О вреде табака) est une scène monologue en un acte d'Anton Tchekhov parue en 1886 et révisée en 1902.

## Argument
Nioukhine, la cinquantaine, doit faire une conférence à la demande de sa femme sur les méfaits du tabac dans un cercle de province.
Il est peu question de tabac mais plutôt des lamentations d'un homme que sa femme tyrannise depuis trente-trois ans et qui profite de ce bref instant de liberté pour s'apitoyer sur son sort. Quand il la voit arriver dans les coulisses, il fait mine de finir la conférence et quitte la salle dignement.

## Personnages
- Ivan Ivanovitch Nioukhine, économe d'un pensionnat de jeunes filles dont sa femme est la directrice.